# Pantosaurus
Pantosaurus ('geheel reptiel') is een geslacht van uitgestorven cryptoclidide plesiosauriërs uit het Laat-Jura (Oxfordien) van wat nu Wyoming is. Het leefde in wat vroeger de Sundancezee was. 

## Naamgeving
In 1891 benoemde professor Othniel Charles Marsh, in een artikel gewijd aan de ichthyosauriër Baptanodon, in het kort een Parasaurus striatus op grond van een klein skelet in 1885 bij baptanodonfossielen gevonden. De geslachtsnaam, 'naast het reptiel', was een verwijzing naar Plesiosaurus, wat 'dichter bij het reptiel' betekent. De soortaanduiding, ofwel het specifieke epitheton striatus verwijst naar de groeven op de wervels. De geslachtsnaam was echter al bezet door de pareiasauriër Parasaurus Meyer 1857. Marsh benoemde daarom in 1893 de vervangingsnaam Pantosaurus. De naam Pantosaurus is afgeleid van het Grieks en betekent 'helemaal reptiel'. Dat was de soort immers. Pantosaurus was de eerste plesiosauriër die in Noord-Amerika werd ontdekt vanuit Juralagen. Eigenlijk waren die namen nog nomina nuda en pas in 1895 gaf Marsh een voldoende beschrijving van de soort.
Het holotype YPM 543 is een gedeeltelijk in verband liggend skelet, gedeeltelijk geprepareerd, wat een distaal opperarmbeen, vier in verband liggende handwortelbeentjes, een fragment van het ravenbeksbeen en de wervelkolom (waaronder verschillende losse halswervels) van de bovenste afzetting van de Sundance-formatie opleverde. Een schedel was oorspronkelijk aanwezig maar raakte later kwijt. Ander materiaal omvat de specimina USNM 536963, USNM 536965, UW 3, UW 5544 en UW 15938 (een achterhoofd).
De soort Muraenosaurus reedii, afkomstig uit dezelfde formatie en beschreven door Mehl in 1912, is lange tijd als een jonger synoniem van Pantosaurus beschouwd.

## Beschrijving
Pantosaurus is bekend van enkele onvolledige fossiele resten zonder schedel, die ons niettemin in staat stellen het uiterlijk te reconstrueren: hij moet klein zijn geweest (waarschijnlijk niet meer dan drie meter lang), met een lange nek en poten die zijn veranderd in vinachtige structuren. In tegenstelling tot soortgelijke en grotere vormen (zoals Muraenosaurus) blijkt dat Pantosaurus grote voorvinnen bezat.
Lange tijd werd Pantosaurus beschouwd als een nomen dubium, vanwege de schaarste aan fossiele resten en de moeilijkheid om diagnostische kenmerken te vinden. In 2003 bracht een onderzoek echter enkele verschillen aan het licht tussen dit dier en Midden-Engelse plesiosauriërs uit het Jura, zoals Muraenosaurus: Pantosaurus, bijvoorbeeld, bezat een vrij groot spaakbeen en dat gold ook voor het opperarmbeen-spaakbeengewricht, terwijl de Engelse vorm gereduceerde poten had; Pantosaurus bezat een groot aantal halswervels (vijfendertig tot veertig), vergelijkbaar in verhoudingen en morfologie met die van Muraenosaurus.
Robin O'Keefe gaf in 2003 nog wat onderscheidende kenmerken. De halswervels zijn bijna even lang als breed, ingesnoerd en voorzien van ribfacetten op een lang voetstuk. De foramina subcentralia, de gepaarde aderopeningen op de onderzijden van de wervels, zijn klein en liggen vlak naast elkaar. De randen van de grote facetten van de wervellichamen zijn goed verbeend. Bij ieder facet liggen fijne groeven op de onderzijde van het wervellichaam. De doornuitsteeksels van de voorste halswervels zijn laag, plaatvormig en naar achteren hellend. Het opperarmbeen heeft een lange smalle schacht en een veel langer facet voor de articulatie met het spaakbeen dan voor de articulatie met de ellepijp. het opperarmbeen heeft ook een facet voor een extra "boventallig" bot in de onderarm. Het spaakbeen is veel langer dan de ellepijp.

## Fylogenie
Pantosaurus wordt momenteel beschouwd als een vertegenwoordiger van de cryptoclididen, een groep langhalzige plesiosauriërs die typisch zijn voor het Jura, met een korte schedel en talrijke dunne tanden. Een andere mogelijke cryptoclidide uit de Sundance-formatie van Wyoming is Tatenectes, met een meer gespecialiseerde morfologie.

## Levenswijze
In 2009 werd een in 2006 gevonden exemplaar gemeld dat in de buikholte de resten van een ichthyosauriërembryo had, vermoedelijk van Baptanodon. Het was het eerste concrete bewijs dat plesiosauriërs ichthyosauriërs aten.